# Jóan Petur Gregoriussen

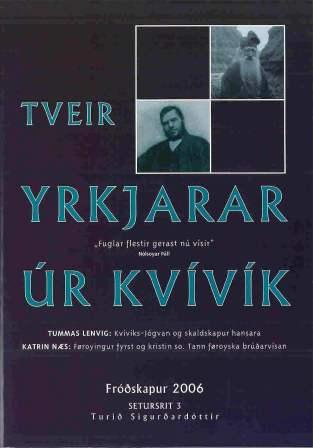
"Tveir yrkjarar úr Kvívík" (Zwei Dichter aus Kvívík). Auf dem oberen Bild ist Kvívíks Jógvan abgebildet und auf dem unteren Bild ist Jóan Petur Gregoriussen zu sehen.

Jóan Petur Gregoriussen (geboren am 1. Juni 1845 in Kvívík, gestorben am 15. November 1901) war ein färöischer Seemann,  Zimmermann, Dichter und Schriftsteller. Sein Name wird häufig zu J. P. Gregoriussen abgekürzt,
auf den Färöern wird er aber gewöhnlich einfach Jóan Petur upp í Trøð genannt.
Jóan Petur wuchs in seinem Geburtsort Kvívík auf, zusammen mit dem zwei Jahre älteren Joen Danielsen (Kvívíks Jógvan), der später ebenfalls Dichter wurde und unter anderem die bekannte Ballade "Kópakvæðið" verfasst hat. In dieser Zeit war V.U. Hammershaimb zwischen 1855 und 1862 Pfarrer in Kvívík. Er lieh den beiden Jungen Bücher, die Texte in der von ihm entwickelten neufäröischen Schriftsprache enthielten und die beiden brachten sich so selbst das Lesen der färöischen Sprache bei.
Zwischen 1867 und 1870 arbeitete Jóan Petur als Seemann im Frühjahr und im Herbst vor Island. So kam es, dass er in dieser Zeit auch Gottesdienste auf Island besuchte und ihm fiel dabei auf, dass diese Gottesdienste nicht in dänischer, sondern in isländischer Sprache gehalten wurden. Durch dieses Erlebnis entwickelte sich in ihm ein geschärftes Bewusstsein für die Verhältnisse auf den Färöern, wo zu dieser Zeit noch Dänisch und nicht Färöisch die Kirchensprache war.
1873 hatte er eine junge Frau aus seinem Heimatort geheiratet. Die Ehe blieb jedoch kinderlos und seine Frau starb bereits 1895.
Als nach dem berühmten Weihnachtstreffen von 1888 die Sprach- und Kulturvereinigung Føringafelag entstand, wurde IPG, wie er auch abgekürzt wird, ein sehr engagiertes Mitglied. Diese Vereinigung hatte sich unter anderem zum Ziel gesetzt, die färöische Sprache aus ihrem Jahrhunderte währenden Dornröschenschlaf zu wecken.
Der Kontakt zu Hammershaimb riss nie ab, auch nicht als dieser später in Dänemark lebte. Mit dessen Unterstützung begann Jóan Petur um 1890 auch damit, Stücke aus dem Alten und Neuen Testament ins Färöische zu übersetzen.
Zu den bekanntesten Dichtungen von Jóan Petur Gregoriussen gehört die kurz vor seinem Tod entstandene "Brúðarvísan", die auf den Färöern bei Hochzeiten häufig gesungen wird.
Der färöische Bibliothekar M. A. Jacobsen brachte im Jahr 1928 eine Gedichtsammlung heraus, in der die meisten Gedichte von J. P. Gregoriussen enthalten sind.